# Søren Galatius
Søren Galatius (* 1. August 1976 in Randers, Dänemark) ist ein dänischer Mathematiker, der sich mit Algebraischer Topologie befasst. Er ist Professor an der Universität Kopenhagen.

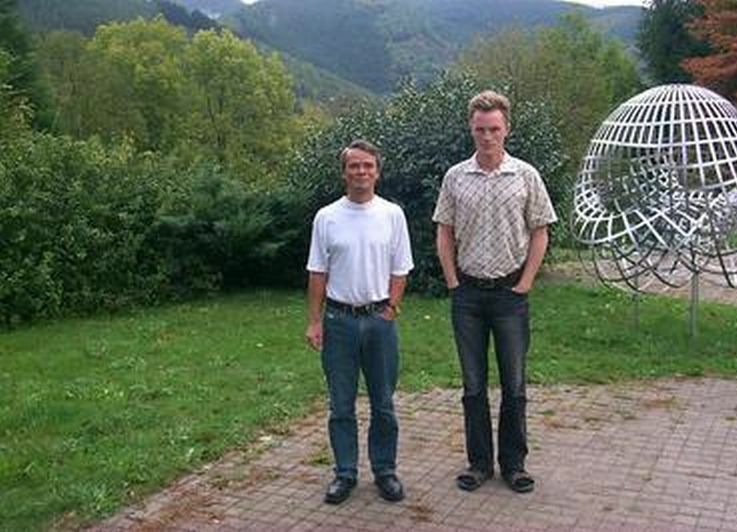
Søren Galatius (rechts) mit Michael Weiss, Oberwolfach 2003

## Leben
Galatius studierte Physik (Vordiplom 1998) und Mathematik (Diplom 2002) an der Universität Aarhus, an der er 2004 bei Ib Madsen promoviert wurde (Characteristic Classes of Surface Bundles). 2004 wurde er Szegö Assistant Professor in Stanford, erhielt 2006 tenure, wurde 2008 Associate Professor und 2011 schließlich Full Professor. Von 2007 bis 2010 war er zudem Clay Research Fellow. Im Jahr 2016 nahm er eine Professur an der Universität Kopenhagen an. Er ist Fellow der American Mathematical Society.
Er vereinfachte und verallgemeinerte mit Ulrike Tillmann, Ib Madsen, Michael Weiss den Beweis der Mumford-Vermutung über die stabile Homologie der Abbildungsklassengruppen (ursprünglich von Madsen und Weiss).
2010 erhielt er die Silbermedaille der Dänischen Akademie der Wissenschaften. 2014 war er Eingeladener Sprecher auf dem ICM in Seoul (Moduli spaces of manifolds). 2022 erhielt er den Clay Research Award gemeinsam mit Oscar Randal-Williams.

## Schriften (Auswahl)
- Mod {\displaystyle p} homology of the stable mapping class group. In: Topology. Band 43, Nr. 5, 2004, S. 1105–1132, doi:10.1016/j.top.2004.01.011.
- mit Ib Madsen, Ulrike Tillmann, Michael Weiss: The homotopy type of the cobordism category. In: Acta Mathematica. Band 202, Nr. 2, 2009, S. 195–239, doi:10.1007/s11511-009-0036-9.
- Stable homology of automorphism groups of free groups. In: Annals of Mathematics. Serie 2, Band 173, Nr. 2, 2011, S. 705–768, JSTOR:29783215.
- mit Oscar Randal-Williams: Stable moduli spaces of high-dimensional manifolds. In: Acta Mathematica. Band 212, Nr. 2, 2014, S. 257–377, doi:10.1007/s11511-014-0112-7.
- mit Oscar Randal-Williams: Homological stability for moduli spaces of high dimensional manifolds. Teil 1. In: Journal of the American Mathematical Society. Band 31, Nr. 1, 2018, S. 215–264, arxiv:1403.2334. Teil 2. In: Annals of Mathematics. Serie 2, Band 186, Nr. 1, 2017, S. 127–204, arxiv:1601.00232.